# H. Russell Robinson
Henry Russell Robinson (* 7. Mai 1920 in London; † 15. Januar 1978 ebenda) war ein britischer Waffenkundler.

## Leben
Robinson interessierte sich seit seiner Kindheit für historische Waffen und begann früh mit dem Basteln von Repliken. Als Teenager absolvierte er eine Lehre bei einem Ausstatter für Militärkleidung. Während des Zweiten Weltkrieges diente er als Unteroffizier in der Royal Air Force und war dort unter anderem als Modellbauer für Landschaftsmodelle tätig, die er aufgrund von Luftbildern erstellte. Robinson arbeitete seit 1942 an der Waffensammlung (Armory) des Tower of London, seit 1946 als Assistent, seit 1970 als deren Leiter (Keeper of the Armories). Anfang des Jahres 1978 starb Robinson im Alter von 57 Jahren an Knochenkrebs im Londoner Guy’s Hospital.

## Werk
Henry Russell Robinson war einerseits praktisch tätig bei der Präsentation der Waffensammlung des Tower und den dafür notwendigen Restaurierungsmaßnahmen, andererseits wissenschaftlich auf zahlreichen Gebieten der Geschichte der Waffen. Insbesondere auf den Gebieten der japanischen Waffen sowie der Waffen der antiken römischen Armee publizierte er Überblickswerke. Besonders seine Rekonstruktionen antiker Ausrüstungen, beispielsweise der Objekte aus dem Hort von Corbridge, profitierten von seinen Praxiskenntnissen und erwiesen sich als einflussreich für die Forschung.
1965 wurde Robinson Mitglied der Society of Antiquaries of London, 1977 erhielt er für seine Arbeiten zu den römischen Waffen den M.A. ehrenhalber der Universität Newcastle. Er war Mitbegründer der Arms and Armour Society of Great Britain.

## Veröffentlichungen
- A short history of Japanese Armour. London 1965.
- Oriental Armour. Jenkins, London 1967.
- Japanese Arms & Armour. Arms and Armour Press, London 1969.
- Il Museo Stibbert a Firenze. Band 1: Armi e armature. Electa, Mailand 1973.
- The Armour of Imperial Rome. Arms and Armour Press, London 1975, ISBN 0-85368-219-4.
- The Armours of Henry VIII. HMSO, London 1977.
- mit Ronald Embleton: What the Soldiers wore on Hadrian's Wall. Frank Graham, Newcastle upon Tyne 1978.
- mit Ronald Embleton: The Armour of the Roman Legions. Frank Graham, Newcastle upon Tyne 1980.